# Ентони Тејлор
Ентони Тејлор (енгл. Anthony Taylor) је енглески професионални фудбалски судија из Вајтеншоа у Манчестеру.  Године 2010. промовисан је на листу судија изабране групе који суде првенствено у Премијер лиги, а 2013. године је постао судија ФИФА-е што му је омогућило да суди европске и међународне утакмице. Судио финале Купа фудбалске лиге на стадиону Вембли, 2015. године, када је Челси победио Тотенхем хотспур са 2-0. Тејлор се вратио на Вембли касније те године да би судио ФА Комјунити шилд где је Арсенал победио Челси са 1-0. Судио је финале ФА купа 2017. и 2020, оба између Челсија и Арсенала, Арсенал је победио у оба наврата резултатом 2-1. Након шти је одређен да суди финале, постао је први човек који је судио два финала ФА купа још од Артура Кингскота 1901. године.

## Судијска каријера
Тејлор је своју судијску каријеру започео 2002. године, судио је на утакмицама Северне Премијер лиге а 2004. године почиње да ради у Северној конференцији. Пред почетак сезоне 2006/07. именован је за судију за утакмице Фудбалске лиге. Дан 12. августа 2006. судио је свој први меч у Фудбалској лиги: био је то сусрет између Рексама и Питерборо јунајтеда.
Дан 14. новембра 2006. судио је пријатељску утакмицу између омладинских селекција Енглеске и Швајцарске када је Енглеска је победила резултатом 3:2.
Дана 2. октобра 2007. године, у утакмици првенства фудбалске лиге између Хал Ситија и Чарлтона, Тејлор је искључио два играча и такође поништио гол, што је довело до оштре критике тренера оба тима. Дана 1. јануара 2008. судио је још једну контроверзну утакмицу: у сусрету Нотингем Фореста и Хадерсфилд Тауна, досудио је контроверзан пенал против Нотингема и искључио њиховог играча. Фудбалски савез је одбио жалбу Нотингема због искључења играча. На утакмици између Свонси Ситија и Кристал Паласа, 28. децембра 2009. године, искључио је играча Свонсија. Главни тренер Сванса Пауло Соуса назвао је уклањање „смешним“. Жалба Свонсија на дисквалификацију је усвојена, проглашавајући искључење погрешним.
Свој први меч у Премијер лиги судио је 3. фебруара 2010. године. Била је то утакмица између Фулама и Портсмута. Фулам је меч добио резултатом 1:0. Одсудио је још једну утакмицу Премијер лиге те сезоне пре него што је именован у Одабрани судијски панел за сезону 2010/11.
Дана 16. септембра 2020, Тејлор је изабран за главног судију за УЕФА Суперкуп 2020.
У мају 2022. године, ФИФА га је именовала за једног од 36 главних судија за Светско првенство 2022. у Катару. Судио је меч између репрезентација Јужне Кореје и Гане (2:3), током којег на самом крају није дозволио корејским играчима да изведу корнер, селектор Кореје Пауло Бенто је протестовао директно Тејлору, због чега је добио црвени картон.
Тејлор је 22. маја 2023. именован за судију финала УЕФА Лиге Европе 2023. године.
У априлу 2024. изабран је за једног од судија међу 19 судијских тимова који ће судити на утакмицама Европског првенства у фудбалу које се одржава у периоду јун-јул 2024. на фудбалским теренима Немачке.

### Светско првенство 2022.
| Фаза        | Датум              | Стадион              | Екипа 1      | Екипа 2 | Резултат | Жути картон | Red card | Пенал |
| ----------- | ------------------ | -------------------- | ------------ | ------- | -------- | ----------- | -------- | ----- |
| Групна фаза | 28. новембар 2022. | Едукејшн сити, Рајан | Јужна Кореја | Гана    | 2 : 3    | 2:2         | 1:0      | 0:0   |
| Групна фаза | 1. децембар 2022.  | Едукејшн сити, Рајан | Хрватска     | Белгија | 0 : 0    | 0:1         | 0:0      | 0:0   |

### Европско првенство у фудбалу 2024.
| Фаза         | Датум         | Град     | Стадион       | Екипа 1   | Резултат           | Екипа 2   | Жути картон | Red card | Пенали |
| ------------ | ------------- | -------- | ------------- | --------- | ------------------ | --------- | ----------- | -------- | ------ |
| Групна фаза  | 21. јун 2024. | Лајпциг  | Ред бул арена | Холандија | 0:0 (0:0)          | Француска | 1 - 0       | 0 - 0    | 0 - 0  |
| Групна фаза  | 26. јун 2024. | Штутгарт | МХП Арена     | Украјина  | 0:0 (0:0)          | Белгија   | 1 - 1       | 0 - 0    | 0 - 0  |
| Четвртфинале | 5. јул 2024.  | Штутгарт | МХП Арена     | Шпанија   | 1:1 (0:0), пр. 2:1 | Немачка   | 0 - 0       | 0 - 0    | 0 - 0  |